# Кубок Вірменії з футболу 1992
Кубок Вірменії з футболу 1992 — 1-й розіграш кубкового футбольного турніру у Вірменії. Володарем кубка став Бананц (Котайк).

## Перший раунд
Матчі відбулися 4 і 6 квітня 1992 року. Команда Малатія пройшла до наступного раунду автоматично після жеребкування.
| Команда 1            | Рахунок         | Команда 2          |
| -------------------- | --------------- | ------------------ |
| Наїрі (Єреван)       | 2:3 дч          | Сюнік              |
| Ачин (2)             | 1:12            | Арарат (Єреван)    |
| Арарат (Арарат) (2)  | 0:6             | Бананц (Котайк)    |
| Алмаз (Єреван) (2)   | 0:9             | Кілікія            |
| Карін (2)            | 3:2             | Аракс              |
| Шинарар (2)          | -:+             | Ван (Єреван)       |
| Арташат (2)          | -:+             | Звартноц           |
| Дебед                | 1:7             | Лорі               |
| Урмія (Масіс) (2)    | 0:6             | Ширак              |
| Каназ (Єреван)       | 1:1 дч пен. 5:4 | Зораван (Єгвард)   |
| Муш (Чаренцаван) (2) | 0:7             | АСС-СКІФ (Єреван)  |
| Алашкерт             | 1:0             | Кошкагорц (Єреван) |
| Касах (Аштарак)      | 1:3             | ВЗСС               |
| Імпульс              | 2:1             | Паацоягорц         |
| Ахтамар              | 1:8             | Котайк             |

## Другий раунд
Матчі відбулися 14 і 16 квітня 1992 року.
| Команда 1         | Рахунок | Команда 2       |
| ----------------- | ------- | --------------- |
| Сюнік             | 0:1     | ВЗСС            |
| Арарат (Єреван)   | 0:2     | Бананц (Котайк) |
| АСС-СКІФ (Єреван) | 0:1     | Алашкерт        |
| Кілікія           | 6:0     | Малатія         |
| Ван (Єреван)      | 5:1     | Карін (2)       |
| Лорі              | 1:2     | Звартноц        |
| Ширак             | 7:1     | Каназ (Єреван)  |
| Котайк            | 7:0     | Імпульс         |

## Чвертьфінали
Перші матчі відбулися 27 квітня, а матчі-відповіді — 6 і 7 травня 1992 року.
| Команда 1       | Заг.    | Команда 2 | 1-й матч | 2-й матч |
| --------------- | ------- | --------- | -------- | -------- |
| Котайк          | 2:2 (ч) | ВЗСС      | 1:2      | 1:0 дч   |
| Бананц (Котайк) | 2:1     | Кілікія   | 2:1      | 0:0      |
| Ван (Єреван)    | 7:1     | Звартноц  | 2:0      | 5:1      |
| Ширак           | 11:2    | Алашкерт  | 4:0      | 7:2      |

## Півфінали
Перші матчі відбулися 18 травня, а матчі-відповіді — 22 травня 1992 року.
| Команда 1    | Заг. | Команда 2       | 1-й матч | 2-й матч |
| ------------ | ---- | --------------- | -------- | -------- |
| ВЗСС         | 3:2  | Ширак           | 3:0      | 0:2      |
| Ван (Єреван) | 2:6  | Бананц (Котайк) | 1:4      | 1:2      |

## Фінал
| 28 травня 1992 |

| Бананц (Котайк)              | 2:0 | ВЗСС |
| ---------------------------- | --- | ---- |
| Нігоян 79' Ашот Аветісян 87' |     |      |

| Стадіон «Раздан», Єреван Глядачів: 3 347 Арбітр: С.Казарян |